# Corrente stellare

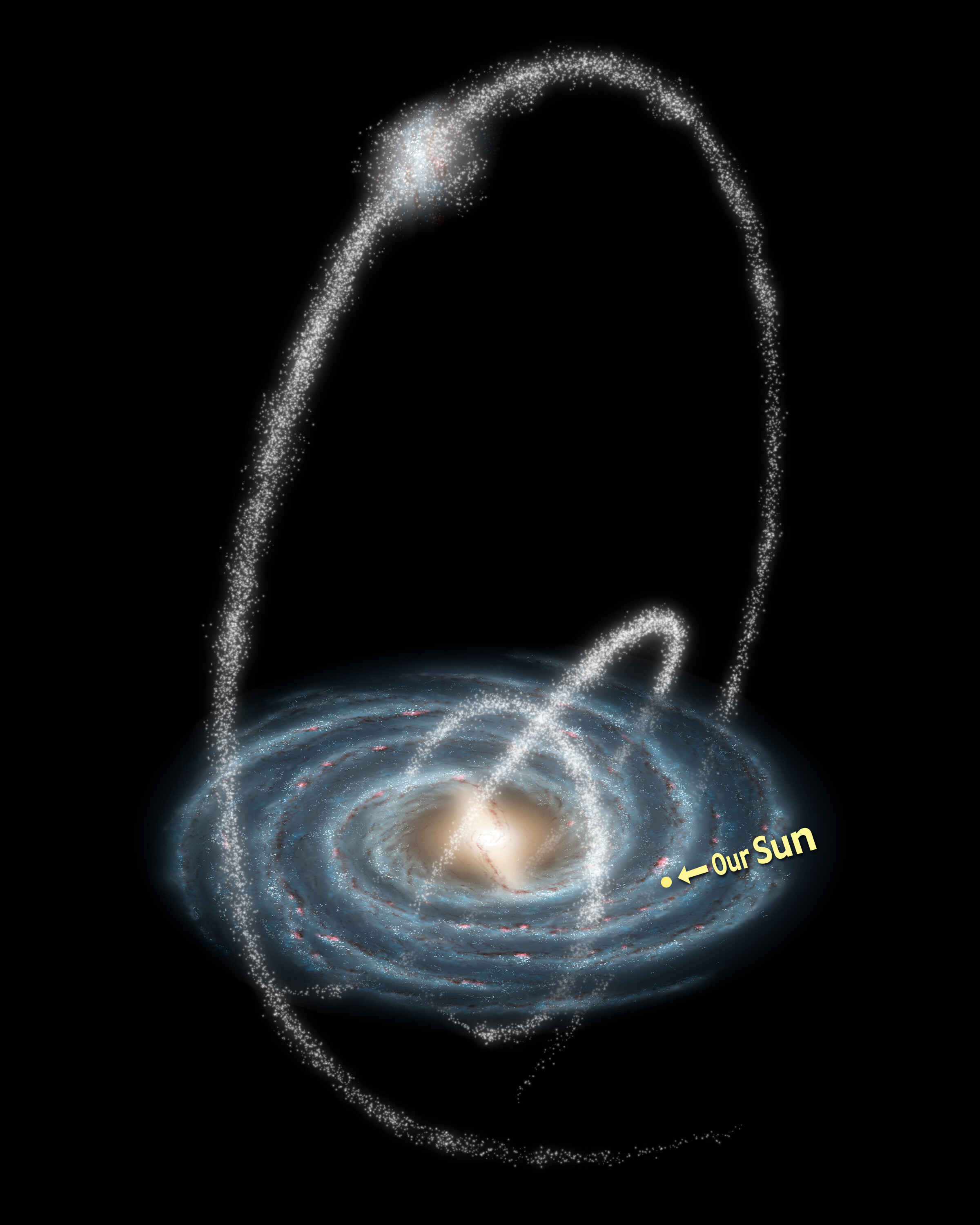
Rappresentazione di tre correnti stellari nella Via Lattea scoperte nel 2007

Una corrente stellare è un'associazione di stelle che orbita attorno ad una galassia; può essere ciò che resta di un ammasso globulare o di una galassia nana che è stata disgregata dalle potenti forze mareali e deformata fino ad assumere un aspetto simile ad un nastro.
Un'eccezione importante alle correnti di stelle è la Corrente Magellanica, composta da gas, soprattutto idrogeno.

## Lista di correnti stellari

### Via Lattea
| Nome                              | Origine                                   | Massa (masse solari) | Lunghezza (anni luce)                          | Composizione                              | Anno della scoperta |
| --------------------------------- | ----------------------------------------- | -------------------- | ---------------------------------------------- | ----------------------------------------- | ------------------- |
| Corrente stellare di Arturo       | Ex galassia nana                          | Sconosciuta          | Sconosciuta                                    | Stelle vecchie povere di elementi pesanti | 1971                |
| Corrente Magellanica              | Grande e Piccola Nube di Magellano        | 200 milioni          | 1 milione                                      | Gas idrogeno                              | 1972                |
| Corrente stellare del Sagittario  | Galassia Nana Ellittica del Sagittario    | 100 milioni          | 1 milione                                      | Grande varietà di stelle                  | 1994                |
| Corrente stellare di Helmi        | Ex galassia nana                          | da 10 a 100 milioni  | Alcuni anelli completi attorno alla Via Lattea | Stelle vecchie povere di elementi pesanti | 1999                |
| Corrente di Palomar 5             | Ammasso globulare Palomar 5               | 5000                 | 30.000                                         | Stelle vecchie                            | 2001                |
| Corrente stellare della Vergine   | Ex galassia nana                          |                      | 30.000                                         |                                           | 2001                |
| Anello dell'Unicorno              | Galassia Nana Ellittica del Cane Maggiore | 100 milioni          | 200.000                                        | Stelle di mezza età                       | 2002                |
| Corrente stellare dell'Anticentro | Ex galassia nana                          | Sconosciuta          | 30.000                                         | Stelle vecchie                            | 2006                |
| Corrente stellare di NGC 5466     | Ammasso globulare NGC 5466                | 10.000               | 60.000                                         | Stelle molto vecchie                      | 2006                |
| Corrente stellare Orfana          | Galassia Nana Ursa Major II               | 100.000              | 20.000                                         | Stelle vecchie                            | 2006                |
|                                   | Ammasso globulare                         |                      |                                                |                                           | 2007                |
|                                   | Ammasso globulare                         |                      |                                                |                                           | 2007                |
|                                   | Ex galassia nana                          |                      |                                                |                                           | 2007                |
| Corrente stellare dell'Aquario    | Galassia nana? Ammasso globulare?         |                      | 30.000                                         | Stelle molto vecchie                      | 2010                |
| Corrente stellare Pisces-Eridanus | Associazione o ammasso aperto dissolti    | 2000                 | 1.300                                          | Stelle giovani                            | 2019                |
| Corrente stellare Fimbulthul      | Ammasso globulare Omega Centauri          | 318                  |                                                | Stelle molto vecchie                      | 2019                |

### Galassia di Andromeda
| Nome                                   | Origine | Massa (masse solari) | Lunghezza (anni luce) | Composizione | Anno della scoperta |
| -------------------------------------- | ------- | -------------------- | --------------------- | ------------ | ------------------- |
| Corrente stellare gigante di Andromeda |         |                      |                       |              |                     |